# Kaduk (Nowy Sącz)
Kaduk – osiedle w Nowym Sączu, w południowej części miasta. Graniczy z osiedlami: Wólki, Szujskiego, Nawojowska, Zawada i Dąbrówka.
W obecnych granicach od 1990 roku.
W skład osiedla wchodzą: dawne przedmieście Kaduk (od 1906) i Dąbrówka Niemiecka, włączona w 1923 roku w granice miasta (obecnie ul. Grunwaldzka).
Nazwa osiedla Kaduk (Na Kaduku) ma związek ze staropolskim prawem kaduka (o dobrach bezdziedzicznych) ale "kaduk" oznacza też diabła.